# PrivatAir
PrivatAir er et flyselskab fra Schweiz. Selskabet beskæftiger sig med rute- og business flyvninger for andre flyselskaber, samt aircraft management. Hovedkontoret er placeret ved Geneve International Airport ved byen Meyrin. PrivatAir blev etableret i 1977.
Flyflåden består af fly fra flyfabrikanten Boeing. Derudover administrerer og flyver PrivatAir et stort antal privatfly for eksterne ejere.

## Historie
Selskabet blev etableret i 1977 under navnet Petrolair S.A., som et datterselskab til den græske erhvervsmand Yiannis Latsis koncern. I 1979 blev det første Boeing 737 fly tilført flåden. Selskabet begyndte i 1985 at beskæftige sig med køb og salg og forretningsfly, og i 1989 blev der tilført et Boeing 757 og Gulfstream IV fly til flåden.
Flyselskabet fik i 1995 sit Air operator's certificate (AOC) af de schweiziske myndigheder, og det kunne derefter starte med kommercielle VIP charterflyvninger. I maj 2000 blev det første af tre Boeing Business Jet tilføjet flåden. Senere samme år blev det amerikanske selskab Flight Services Group opkøbt. Dette blev i 2008 solgt til Gama Aviation.
PrivatAir Group blev etableret i marts 2001. Samme år blev byggeriet af en ny terminal til forretningsfly og PrivatAirs hovedkvarter påbegyndt. Den nye terminal "C3" blev indviet i februar 2002, og var et joint venture imellem PrivatAir og Genèves Lufthavn. 17. juni samme år begyndte PrivatAir for første gang på interkontinentale flyvninger. Dette skete på vegne af det tyske selskab Lufthansa med flyvninger fra Düsseldorf Lufthavn til Newark Airport ved New York. Der var seks ugentlige returflyvninger med et Airbus A319LR fly med 48 sæder i business-class konfiguration.
I samarbejde med Swissport etablerede PrivatAir i maj 2003 handling-selskabet PrivatPort. Dette selskab skulle beskæftige sig med servicering af VIP- og forretningsfly i lufthavnen i Genève.
PrivateAir fløj i december 2011 til 14 destinationer på vegne af Equatorial Congo Airlines, Gulf Air, Lufthansa, og Swiss International Airlines.